# Snowboard

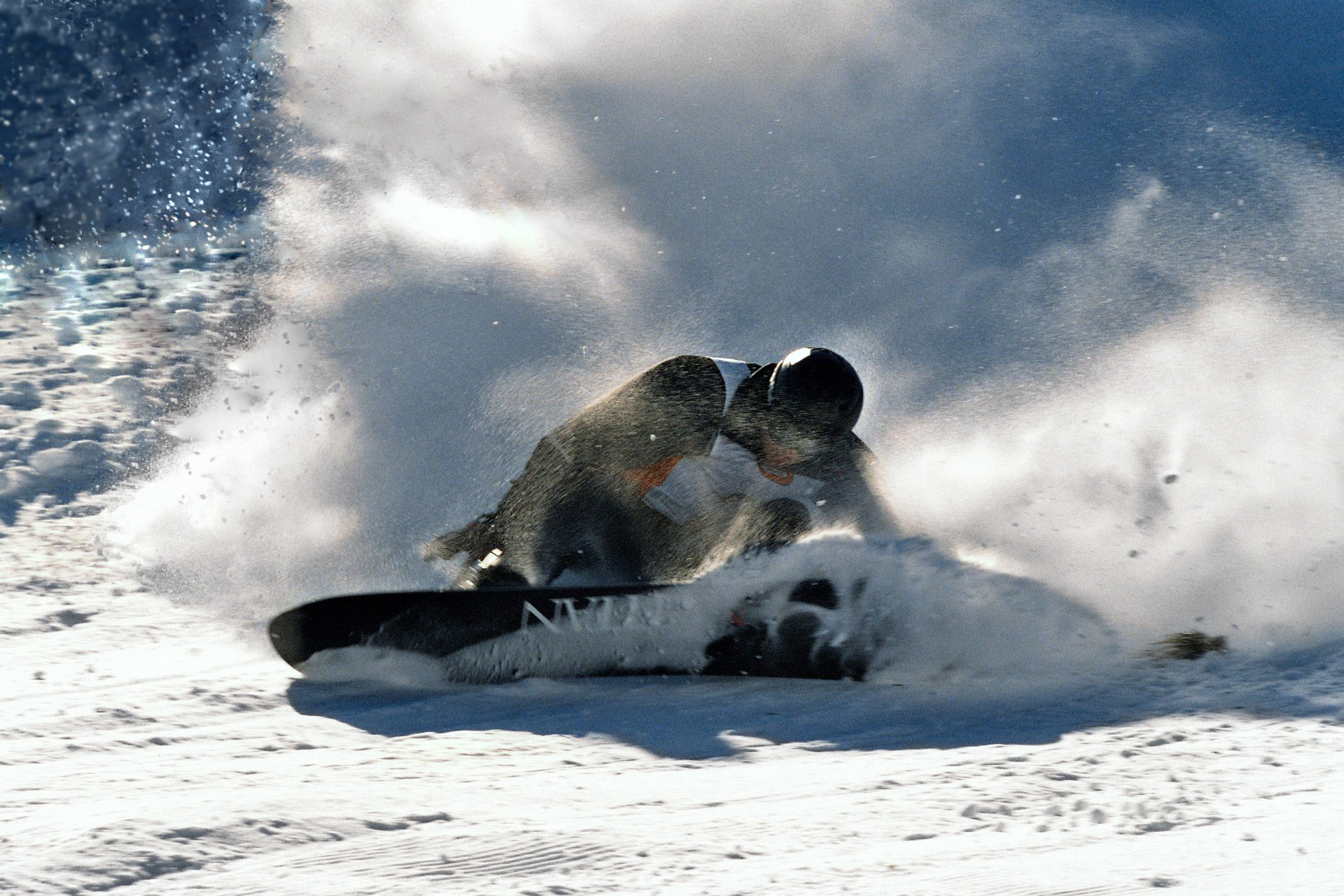
Homem praticando Snowboard.

O Snowboard, Snowboarding ou surfe na neve é um esporte que, tal como o skate e o surfe, consiste em equilibrar-se sobre uma prancha. Este, porém, se faz na superfície nevosa das encostas de montanhas - como o esqui. A prancha usada deve ser proporcional ao corpo do praticante, devendo ter em regra um comprimento que vai do chão até a altura do queixo. A prancha é lisa e não há rodas na sua parte inferior. Usa-se prendedores (bindings) nos pés e as pontas dianteiras e traseiras da prancha são ligeiramente curvadas para cima. Uma vez que a neve dificulta o impulso da prancha com a ajuda dos pés a única maneira de praticá-lo é descendo as encostas de montanhas. Há modalidades que incluem o uso de halfpipes compridas em declive (estruturas côncavas em formato de meio cilindro) e rampas artificiais para a realização de grandes saltos onde se pode fazer várias manobras antes de se alcançar novamente o chão.

## Começando

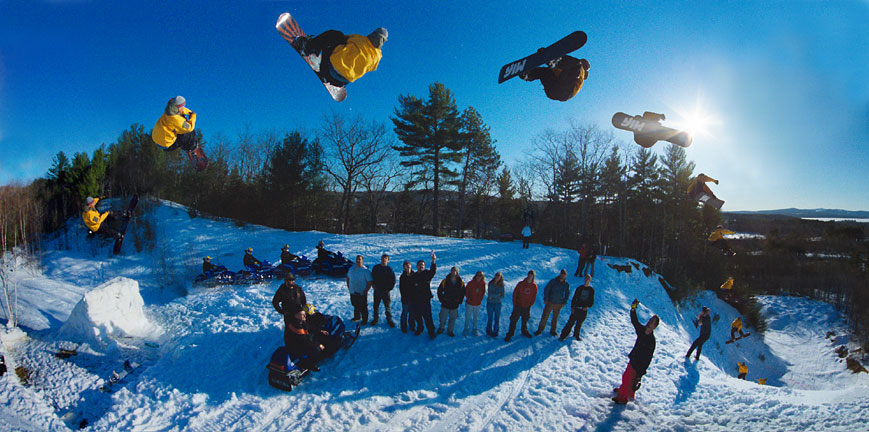
Snowboarder mostrado nos diversos estágios de um mid-flight.

Primeiramente deve-se decidir o pé dianteiro que é colocado na prancha. Pessoas que põem o pé direito na frente são chamadas de goofy footer (termo que vem do surfe e mete ao personagem Pateta, que surfava com o pé direito na frente) e as que põem o esquerdo são chamadas de regulars (normais ou regulares, em inglês). As pessoas que praticam skate ou surfam tendem a aprender mais rápido o snowboard, pois a dinâmica do equilíbrio nesses esportes é similar, quando não idêntica. As duas coisas que sempre devem ser lembradas são: manter-se nas pontas dos pés ou nos calcanhares e não deixar a prancha ficar completamente encostada no chão. A razão é simples: quando a prancha fica com a base totalmente encostada no chão ela perde a estabilidade, podendo pivotar, tornando possível o travamento da borda na neve, levando a pessoa ao chão. Para frear deve-se manobrar a prancha para que fique perpendicular à linha de descida, inclinando-se, então, o corpo em direção ao topo da montanha. É necessário cuidado para não se exagerar nessa inclinação, pois pode fazer com que a prancha deslize para frente e para fora da base do snowboarder (nome, em inglês, dado ao praticante de snowboard), e a pessoa também cai. No início é bastante difícil acertar a quantidade de peso que se deve colocar, o que com a prática e repetição se resolve, pois o corpo passa naturalmente a se acostumar com a dinâmica, inclusive criando memória muscular. 
É altamente recomendado contratar os serviços de um instrutor certificado pois, como explicado acima, os movimentos necessários para realizar curvas e paradas não são muito intuitivos e ficar tentando sozinho na montanha pode ser bastante dolorido. Na escolha do seu instrutor, é interessante que ele tenha uma idade compatível com a de quem está aprendendo pois isso facilita a comunicação entre as duas partes e aumenta a possibilidade de aprendizado.
O surfe é o equivalente na água do snowboard. O Snowboard é o equivalente na neve do surfe
O snowboard é um esporte radical e muitas vezes perigoso. Exige muita atenção do praticante, bem como respeito aos seus próprios limites e aos limites impostos pelas condições da natureza. Um deslize pode fazer o rider (outro nome, mais popular, dado ao praticante de snowboard) ir ao chão ou colidir com algum obstáculo. Diante disso, são recomendados equipamentos de proteção tais como:
- roupas especiais;
- óculos de proteção - usar óculos de proteção de boas lentes é recomendado para estâncias de muita luz solar;
- capacete;
- luvas para neve;
- munhequeiras - principalmente durante o período de aprendizado, em que é muito comum utilizar-se (incorretamente) as mãos para aparar as normais e inevitáveis quedas de aprendiz. Elas possuem placas de plástico que limitam o movimento dos pulsos, reduzindo assim a chance de lesões.

Os equipamentos mais essenciais são o capacete, os óculos e as luvas.
No caso de alugar ou comprar um capacete deve-se sempre certificar-se de que:
- esteja sempre intacto, sem nenhum trincado ou esfolamento;
- tenha uma proteção para as orelhas - é recomendável, para a proteção contra o vento frio;
- uso de fivelas ajustáveis.

Na compra das roupas é importante lembrar-se de que:
- o ideal é optar por roupas coloridas e distantes do branco ou preto para fácil localização na montanha, seja ela por parte de amigos, familiares ou outras pessoas que estão praticando o esporte conjuntamente, como também em caso de avalanche ou outros problemas, facilitando a identificação por parte do grupo de resgate (snow patrol);
- devem ser quentes e confortáveis para combaterem o rigor do frio e da neve;
- devem ser impermeáveis, e ao mesmo tempo devem permitir uma respirabilidade do corpo;
- devem ser leves e não muito grossas a ponto de permitirem a mobilidade do praticante.

As luvas podem ser macias, como podem também conter uma munhequeira integrada, ou seja, uma placa de plástico embutida. É vantajoso que se use, caso possível, duas camadas de luvas: uma luva fina, tipo "segunda pele", e uma luva grossa, exterior, que irá proteger do vento frio e da neve.

## Classificação de pistas
Geralmente na maior das estações de esqui e Snowboard há cinco classificações para as pistas:
- Verde (para aprendizagem);
- Azul (para iniciantes);
- Vermelho (para intermediários);
- Preta (para experts);
- Laranja ( muito rara e com perigo de morte).

O praticante deve escolher a pista de acordo com o grau de experiência e aptidão, lembrando que sempre se pode mudar o grau conforme se vai avançando no esporte. Escolher uma pista que exige um grau de habilidade muito acima do seu, ou desrespeitar os sinais da pista, podem gerar sérios acidentes.

## Modalidades
- Superpipe
- Slopestyle
- Big Air
- Snowboard cross
- Slalom gigante
- Slalom gigante paralelo

## Manobras comuns doSnowboard
- Air-to-fakie: consiste em um salto simples que o praticante dá no halfpipe, entrando de frente para a parede e voltando com a parte traseira da prancha (backside).
- Alley-oop: é qualquer manobra de rotação maior que 180 graus.
- Blindside: é um giro realizado pela parte traseira da prancha.
- Boned:  quando se está no ar segura-se a prancha e esticam-se as pernas para trás.
- Cab: o praticante está de backside, gira 360 graus e aterrissa de frente.
- Carve:  consiste em fincar o lado traseiro ou dianteiro da prancha no chão, enquanto deslizando para reduzir o atrito e descer mais rápido.
- Flip: salto normal.
- Spins: são as voltas que o praticante dá com a prancha.
- Rodeo: é o popular parafuso, mistura do spin com o flip.
- Fakie: deslizar com o pé traseiro na frente.
- Mute: o corpo gira em 90 graus e coloca a mão entre as pernas.
- Tailgrab: colocar a mão ou na ponta da frente ou de trás.

## Normas da Federação Internacional de Esqui
Eis as dez normas de conduta e segurança da Federação Internacional de Esqui:
1. Respeito pelos outros: Todos os utilizadores das pistas deverão comportar-se de modo a não colocar em risco todos os outros esquiadores;
2. Controle: Todos os utilizadores das pistas deverão adaptar a velocidade ao seu nível técnico e capacidade física, bem como, às condições atmosféricas, de terreno e de tráfego;
3. Escolha da trajetória: o esquiador em posição superior deverá escolher a trajectória de forma a garantir a segurança de quem está em baixo. O esquiador em zona inferior (vale) tem sempre prioridade;
4. Ultrapassagens: poderão ser feitas por cima (montanha), por baixo (vale), pela direita ou esquerda, sempre de forma folgada, garantindo a possível evolução daquele que se ultrapassa;
5. Entrada nas pistas e num cruzamento: ao entrar numa descida (pista) ou ao passar um cruzamento todo utilizador deverá olhar para cima (montanha) e para os lados, por forma a verificar se poderá entrar nas pistas com a maior segurança;
6. Paragem/parada: todos os utilizadores deverão evitar parar em zonas estreitas, lombas e zonas sem visibilidade. Em caso de queda deverão retirar-se da pista o mais rápido possível;
7. Subidas e descidas a pé: deverão ser feitas pelos laterais das pistas, tendo atenção para não colocar em perigo todos os outros utilizadores;
8. Respeito pela marcação, sinalização e informação nas pistas: todos os utilizadores das pistas deverão estar informados sobre as condições reais de cada zona de pistas, bem como respeitar todas as indicações e marcações de segurança existentes nas mesmas;
9. Assistência: qualquer pessoa envolvida ou testemunha de um acidente deverá prestar assistência e dar o alerta para o mesmo. Em caso de necessidade e a pedido dos socorristas deverá colocar-se ao serviço dos mesmos;
10. Identificação: Qualquer pessoa, testemunha ou envolvida num acidente, deverá se identificar perante a equipe de socorro.

## SnowboardBrasileiro
Desde final da década de 90 já existia um local com o uso de uma pista de neve artificial de mais de 400 metros de extensão, na cidade de São Roque, estado de São Paulo, para a prática de snowboard no Brasil. Hoje existem outras pistas artificiais a fim de promover e difundir o esporte em várias localidades do País.
Porém, mesmo com poucos lugares para a prática do snowboard, os brasileiros dominam o esporte em  nível profissional na América Latina. Uma vez que não há montanhas no Brasil em que neve frequentemente, muitos brasileiros profissionais se deslocam a outros países do continente, que possuem montanhas nevosas, como o Chile e a Argentina, para praticá-lo; também se encontram brasileiros praticando-o na Europa e na América do Norte.
O Brasil é líder do ranking sul-americano de snowboard nas categorias feminina e masculina. Há uma lista a seguir de pontos dos atletas que foi publicada pela Federação Internacional de Esqui.
A brasileira Isabel Clark, que obteve 9º lugar nos Jogos Olímpicos de Inverno de Turim em 2006, lidera com folga no overall feminino (pontuação geral de todas as modalidades) com 379,13 pontos. Na 2ª colocação está a chilena Josefina Elton, com 87 pontos. Além da grande pontuação no overall, Isabel se destacou no boardercross com 310 pontos; a partir disso, obteve a melhor pontuação na modalidade em que é especialista e, com isso, Isabel chega à 20ª colocação no ranking mundial.
Já no masculino, Mário Zulian tem 81 pontos, seguido pelo argentino Diego Linares com 65,85 pontos. Riccardo Moruzzi lidera o ranking sul-americano nas disciplinas alpinas com 48 pontos, seguido pelo também brasileiro José Carvalho Jr., que soma 38,40 pontos.
O Brasil foi o melhor colocado da América latina nos Jogos Olímpicos de Inverno de 2006, em Turim, na Itália.